# Die Herren Einbrecher geben sich die Ehre
Die Herren Einbrecher geben sich die Ehre (Originaltitel: The League of Gentlemen) ist eine britische Kriminalkomödie von Regisseur Basil Dearden aus dem Jahr 1960.

## Inhalt
Colonel Hyde ist wütend und enttäuscht. Nach 25 Jahren in der Armee ihrer Majestät wurde er entlassen. Um sich zu rächen, sucht er sich ein Team aus ebenfalls unehrenhaft aus der britischen Armee entlassenen, mittlerweile heruntergekommenen früheren Offizieren. Alles Spezialisten auf ihrem Fachgebiet. Ein Sprengmeister, ein Quartiermeister und andere. Mit ihnen will Hyde bei einem Bankraub über eine Million Pfund erbeuten. Als erstes stehlen sie aus einem Stützpunkt der Armee Waffen und Ausrüstung und tarnen das als IRA-Aktion. In den folgenden Wochen bereiten sie sich auf den Einsatz vor. Der Überfall geht auch problemlos vonstatten. Jedoch notiert sich ein Junge die Nummer eines ihrer gestohlenen Fahrzeuge. So werden nach einer feuchtfröhlichen Sieges- und Abschiedsfeier einer nach dem anderen des Teams von der Polizei geschnappt.

## Bemerkungen
Der Film basiert auf dem gleichnamigen Roman von John Boland. Bryan Forbes darauf basierendes Drehbuch wurde für den BAFTA nominiert.
Erstaunlich ist für einen Film dieser Zeit die unwertende Darstellung eines Homosexuellen – Kieron Moore spielt als Stevens einen Homosexuellen, der deshalb aus der Army entlassen wurde und mittlerweile erpresst wird – und eine allgemeine schon fast frivole Darstellung von Sexualität in diversen Szenen.
Die Krimikomödie wurde von den Kritikern fast euphorisch aufgenommen und der Film gilt als einer der großen Klassiker der britischen Filmgeschichte. Er hatte großen Einfluss auf spätere Filme zum gleichen Thema (Frankie und seine Spießgesellen, Ocean’s Eleven) und auf britische Komödien im Allgemeinen. Spätere Kritiker bezeichneten den Film sogar als Carry On-esque und bezogen sich damit auf die Carry-On…-Filme von Gerald Thomas. Mit Norman Rossington, Cyril Chamberlain und David Lodge traten allerdings nur drei Darsteller der Reihe in kleinen Rollen auf.

## Kritiken
„Vergnügliche Kriminalkomödie, geprägt von hintersinnigem Humor und angelsächsischer Ironie, hervorragend gespielt.“